# Nepveu

Geslachtswapen adellijke tak (1849)

Nepveu (ook: Nepveu tot Ameyde en: Roosmale Nepveu) is een van oorsprong Frans geslacht waarvan leden sinds 1849 tot de Nederlandse adel behoren en welke adellijke tak in 1903 uitstierf.

## Geschiedenis
De stamreeks begint met Aubin Nepveu, geboren in Frankrijk (vermoedelijk in Charenton) die in 1686 poorter werd van Amsterdam. Zijn kleinzoon Jan Nepveu (ook Jean Nepveu, 1719-1779) werd gouverneur van Suriname. Een zoon van de laatste, mr. Laurens Johannes Nepveu (1751-1823) was lid van de vroedschap van Utrecht en lid van provinciale staten van Utrecht.
Een nazaat, minister Charles Nepveu (1791-1871), werd bij koninklijk besluit (nummer 64) op 27 juli 1849 verheven in de Nederlandse adel met de titel van baron bij eerstgeboorte. De adellijke tak stierf met zijn zoon in 1903 uit.
Het geslacht werd in 1913 en 1947 opgenomen in het Nederland's Patriciaat. Van de daarin opgenomen tak bestaan nog nakomelingen.

## Enkele telgen

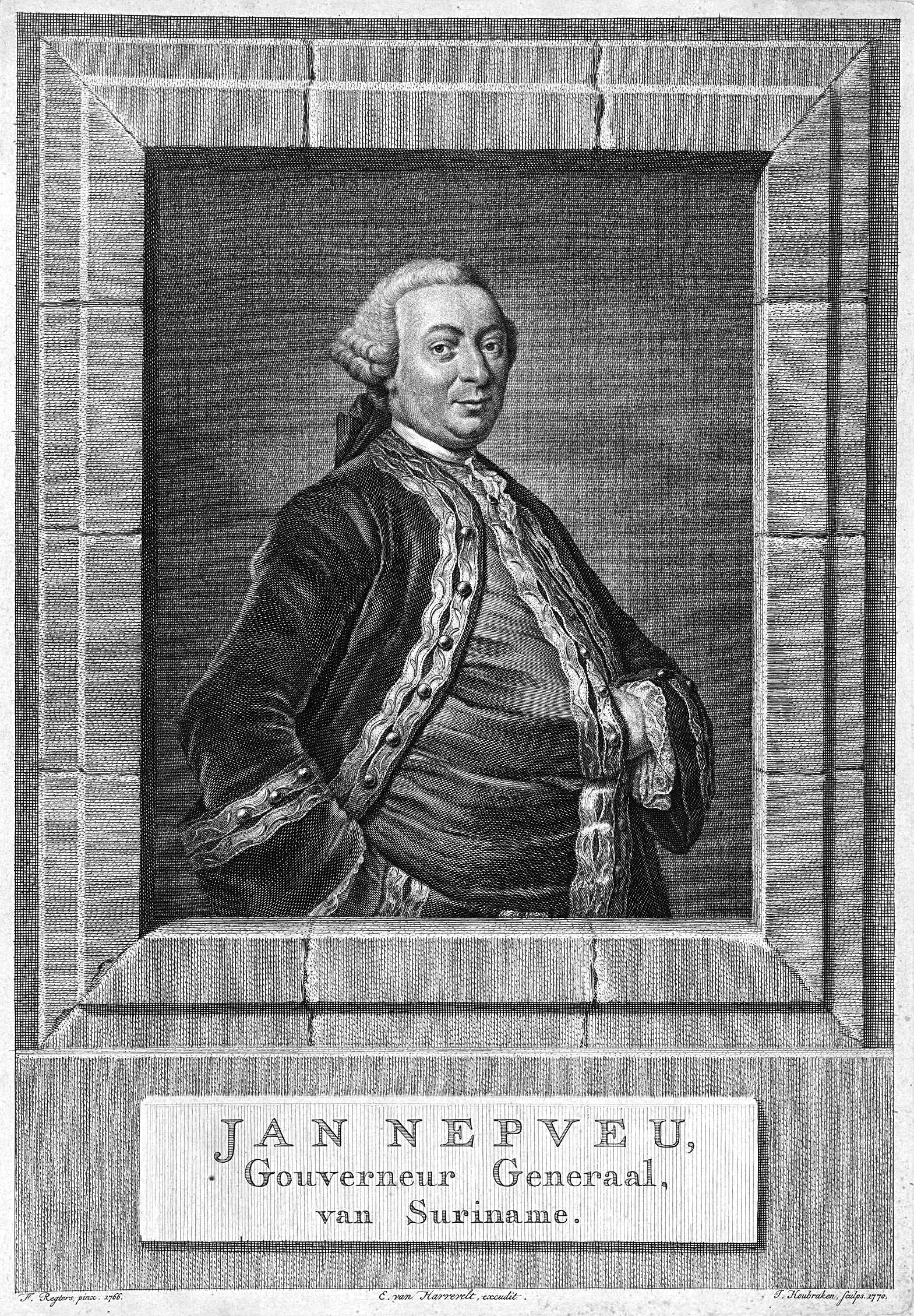
Jan Nepveu (1719-1779) (Jacob Houbraken, 1770)

Jean of Jan Nepveu (1719-1779), gouverneur van Suriname
- Mr. Laurens Johannes Nepveu (1751-1823), lid van de vroedschap van Utrecht en lid van provinciale staten van Utrecht; trouwde in 1780 met Margaretha Roosmale (1751-1829)
  - Mr. Laurent Theodore Nepveu, heer van Herlaer (1782-1839), lid van de raad van Utrecht en lid van provinciale staten van Utrecht; trouwde in 1806 met Albertina Helena Elisabeth Ram, vrouwe van Ameide en Tienhoven (1788-1864), lid van de familie Ram
    - Mr. Laurent Jean Nepveu tot Ameyde (1807-1876), rechtbankpresident; trouwde in 1854 met Louise Elisabeth barones van Heerdt tot Eversberg (1824-1859), lid van de familie Van Heerdt
      - Albert Laurent Theodore Aubin Nepveu tot Ameyde (1854-1928), assistent-resident van Wonosobo (Kedoe)
      - Johanna Ignatia Jacoba Nepveu tot Ameyde (1858-1942), schaakster[1] onder het pseudoniem ‘mevrouw Jowes'; trouwde in 1882 met jhr. Onno Joost Sickinghe (1858-1948), gemeenteraadslid en gemeenteontvanger van Zeist, lid van de familie Sickinghe

    - Mr. Jean Ignatius Daniel Nepveu (1810-1887), griffier provinciaal gerechtshof te Utrecht, letterkundige; trouwde in 1839 Anna Jacoba des Tombe (1815-1856), lid van de familie Des Tombe; trouwde in 1859 met Wilhelmina Constantia Smissaert (1828-1919), lid van de familie Smissaert
      - Anna Jacoba Nepveu (1844-1904); trouwde in 1876 met mr. Derck Engelberts (1852-1913), officier van justitie te Assen, lid van de Tweede Kamer en van de Eerste Kamer der Staten-Generaal
      - Mr. Jan Laurent Aubin Nepveu (1845-1916), griffier Hoog Militair Gerechtshof
      - Paulus Theodorus Nepveu (1861-1944), majoor-magazijnmeester
        - Wilhelmina Constance Nepveu (1897); trouwde in 1924 met Andries Martinus van de Laar Krafft (1891-1964), predikant; hij hertrouwde na echtscheiding in 1927 met 1928 Louisa Maria Anna Wijnaendts van Resandt (1904-1951), lid van de familie Wijnaendts

  - Louis Antoine Roosmale Nepveu (1789-1867); trouwde in 1823 Elisabeth Jacqueline barones Taets van Amerongen (1795-1835), lid van de familie Taets van Amerongen
    - Jan Roosmale Nepveu (1824-1880), luitenant-kolonel artillerie, adjudant van koning Willem III; trouwde in 1860 met Johanna Wilhelmina Carolina barones Sloet van Toutenburg (1839-1924), lid van de familie Sloet
    - Lodewyk Reinier Jan Anthony Roosmale Nepveu (1825-1903), kolonel artillerie, adjudant van prins Hendrik van Oranje-Nassau, koning Willem III der Nederlanden en van koningin Wilhelmina der Nederlanden; trouwde in 1860 met Cornelia Hermina Anna barones Bentinck van Schoonheeten (1829-1916), hofdame van prins Hendrik, lid van de familie Bentinck
      - Anna Maria Cornelia Roosmale Nepveu (1865-1945); trouwde in 1896 met Hendrik Philip Jacob baron van Heemstra (1867-1931), burgemeester, lid van de familie Van Heemstra

    - Maria Isabella Anna Josina Charlotte Roosmale Nepveu (1828-1873); trouwde in 1849 met jhr. Johan Willem Steengracht, heer van Oostkapelle (1815-1856), lid van de familie Steengracht en bewoners van Landgoed Beerschoten
    - Charles Roosmale Nepveu (1832-1903), secretaris Reddingswezen; trouwde in 1864 met jkvr. Agatha Maria Johanna van Loon (1836-1891), lid van de familie Van Loon
      - Mr. Willem Roosmale Nepveu (1866-1950), burgemeester van Apeldoorn, lid van provinciale staten van Gelderland
        - Cecile Marie Roosmale Nepveu (1899-1989); trouwde in 1921 met jhr. Willem Frederik van Lennep (1894-1950), ambassadeur, lid van de familie Van Lennep, bewoners van Het Enzerinck in Vorden

      - René Charles Théodore Roosmale Nepveu (1879-1940), ambassadeur; trouwde in 1912 met jkvr. Julie van Alphen (1887-1962), lid van de familie Van Alphen

  - Jacob Joost Nepveu (1790-1859), luitenant-kolonel, ridder Militaire Willems-Orde; trouwde in 1843 met jkvr. Constantia Sophia Philippina van Loon (1810-1858), lid van de familie Van Loon
  - Charles baron Nepveu (1791-1871), luitenant-generaal, chef Generale Staf, minister van Oorlog, adjudant i.b.d. van koning Willem II en koning Willem III, minister van Staat, in 1849 verheven in de Nederlandse adel met de titel van baron bij eerstgeboorte
    - Mr. Jean Laurent baron Nepveu (1819-1903), kamerheer van koningin Anna Paulowna, laatste adellijke telg van het geslacht

Geslachten die opgenomen zijn in het sinds 1910 verschijnende genealogische naslagwerk Nederland's Patriciaat. Lijst volgens opgave van het CBG Centrum voor familiegeschiedenis.
A · B · C · D · E · F · G · H · I · J · K · L · M · N · O · P · Q · R · S · T · U · V · W · Y · Z
1. ↑  Harold van der Heijden, Eindspelstudies 29 – Mevr. Jowes (13 augustus 2011). Geraadpleegd op 13 december 2023.